# Povratak Crnog Tigra
Povratak Crnog Tigra je epizoda Teks Vilera objavljena u #56. obnovljene edicije Zlatne serije, koju je 2018. godine pokrenuo Veseli četvrtak. Sveska je izašla 5. septembra 2024. godine i koštala 790 dinara (6,74 €, 7,45 $). Sveska  je integralna verzija tri posebne sveske (#443-445), koje su u Italiji premijerno izašle 2001. godine. Imala imala ukupno 330 strana. Korice A su originalne korice jedne od svezaka, koje je nacrtao Klaudio Vila (2001), a korice B Beona Blari (2024).

## Originalna epizoda
Epizoda objavljena je premijerno u Italiji u redovnoj ediciji u četiri sveske u #443-445. pod nazivima Il ritorno della Tigre Nera, januar-mart 2001. Scenario je napisao Klaudio Nici, a nacrtao Klaudio Ćiviteli.

## Sadržaj
Teks Viler, Karson, Kit i Tajger Džek voze se brodom Star niz Misisipi. Nakon partije karata, Teks odlazi da spava, ali nailazi na grupu ljudi koji ubijaju gospodina Fergusona, vlasnika broda na kojem se nalaze. Teks pokušava da ih uhvati, ubija dvojicu razbojnika, ali jedan beži. On gubi kapu na kojoj piše "Savana." Teks i ekipa doalze u San Francisco na poziv prijatelja Neta Makenta, koji ih je zvao zbog rastućeg nasilja i kriminalnih grupa koje šire strah i smrt. Teks prikazuje Netu kapu na kojoj piše Savana. Savana je brod koji pripada kompaniji čiji je vlasnik izvesni Levaser, koji pokušava da postane vlasnik celokupnog rečnog saobraćaja. Dok se šetaju gradom, u kočiji prolazi čovek koji ih prepoznaje i koji je zbog toga jako uznemiren. Radi se o bankaru Andersonu, koji je jedno od prerušenih lica Crnog Tigra. On odmah odlazi da se vidi sa jednim industrijalcem i upozorava ga da su Teks i njegovi prijatelji u gradu. Počinje da smišlja plan za osvetu. Kada stižu u stanicu, Net pokazuje jedan papirić Teku i prijateljima, tvrdeći da se nalazio u telu koje je izvučeno iz reke. Na papiriću je znak Crnog Tigra.

## Nastavak epizode
Ovo je nastavak epizode Crni Tigar (#54).

## Prethodna i naredna epizoda Zlatne serije
Prethodna sveska Zlaten serie bila je  iz serijala Priče iz baze "Drugde" pod nazivom Kandža koja se nadvila nad Amerikom (#55), a naredna Nejtan Never i Marti Misterija pod nazivom Tajna baze "Drugde" (#57).
Pogledati još: Zlatna serija (Obnovljena edicija)